# خالد هزازي
خالد هزازي لاعب كرة قدم سعودي .
لعب في نادي الوطني ونادي الإنطلاق.